# Histoire des Juifs au Nicaragua
L'histoire des Juifs au Nicaragua n'a débuté qu'au XXe siècle, la communauté, majoritairement d'origine ashkénaze est toujours restée très petite et a majoritairement émigré à la fin des années 1970 sous la pression du régime sandiniste. À partir des années 1990 quelques membres sont retournés au Nicaragua.

## Histoire
Les premiers immigrants arrivent au Nicaragua en provenance d'Europe de l'Est après 1929, la majorité s'établit dans la capitale, Managua. 
Malgré leur faible nombre, ils participent significativement au développement économique du pays dans les secteurs de l'agriculture, de l'industrie et de la vente au détail.
La communauté se rassemble au sein de la Congregacion Israelita de Nicaragua, elle dispose alors d'une synagogue, des antennes du B'nai B'rith et du Organisation internationale des femmes sionistes (Women's International Zionist Organization, WIZO) sont mises en place.
La communauté juive est confrontée dans les années 1960-70 à un antisémitisme venu des milieux sandinistes qui affirment qu'elle sert d'intermédiaire à Israël pour la vente d'armes au régime du dictateur Somoza. 
Lorsque le Front sandiniste de libération nationale prend le pouvoir, la tension monte entre la communauté et le régime d'orientation socialiste et proche de l'Organisation de libération de la Palestine.
Malgré sa taille réduite, la communauté a compté en son sein deux personnalités politiques importantes, membres du mouvement sandiniste. Herty Lewites, ancien maire de Managua et son frère Israel Lewite un leader sandiniste.

### Émigration
On estime que la communauté a atteint son maximum démographique en 1972 : elle était alors formée de 250 membres. 
Cependant, cette même année, un tremblement de terre touche Managua et détruit 90 % de la ville ce qui conduisit beaucoup de Juifs à émigrer. 
Après la révolution sandiniste, le régime confisque certains biens fonciers de la communauté et fait emprisonner son président, Abraham Gorn qui parvient par la suite à s'évader et à partir du pays. 
L'unique synagogue est démolie et remplacée par une école. 
Par crainte des représailles du gouvernement  la quasi-totalité de la  communauté s'enfuit du pays, ses membres s'établissent principalement aux États-Unis, certains font leur Alya en Israël et d'autres se réinstallent ailleurs en Amérique centrale.

## La communauté après 1990
Après que Daniel Ortega se soit retiré après avoir perdu les élections présidentielles de 1990, un petit nombre de Juifs revient au Nicaragua. La communauté actuelle serait de l'ordre de 50 personnes (et non plus de cinquante familles) : elle n'a plus de rabbin à sa tête, ni de synagogue.
Un centre loubavitch Habad a été ouvert en 2011 à San Juan del Sur